# 프란시스 하
《프란시스 하》(영어: Frances Ha)는 2012년 공개된 미국의 흑백 코미디 드라마 영화이다. 노아 바움백이 감독하고, 바움백과 그레타 거윅이 공동 각본을 썼다. 그윅은 또한 주연을 맡았다. 이 영화는 2012년 9월 1일 텔류라이드 영화제에서 초연 되었고, 2013년 3월 17일 IFC 필름스 배급으로 한정 개봉되었다.

## 출연
- 그레타 거윅 - 프랜시스 홀러데이 역
- 미키 섬너 - 소피 러비 역
- 샤를로트 담부아즈 - 콜린 역
- 애덤 드라이버 - 레브 샤피로 역
- 마이클 에스퍼 - 댄 역
- 그레이스 거머 - 레이철 역
- 패트릭 휴싱어 - 리드 "패치" 크로스 역
- 조시 해밀턴 - 앤디 역
- 마야 카잔 - 캐럴라인 역
- 저스틴 루프 - 네사 역
- 브리타 필립스 - 나디아 역
- 줄리엣 라일랜스 - 저넬 역
- 딘 웨어햄 - 스펜서 역
- 마이클 지건 - 벤지 역